# سرگی برین
سِرگِی میخایلوویچ برین (به انگلیسی: Sergey Mikhaylovich Brin)‏ (زادهٔ ۲۱ اوت ۱۹۷۳) کارآفرین آمریکایی متولد روسیه است که با لری پیج شرکت گوگل را بنیان نهادند.
در اکتبر ۲۰۲۱ دارایی خالص او در حدود ۱۱۹ میلیارد دلار برآورد شده‌است. او هفتمین فرد ثروتمند جهان است.

## زندگی و تحصیلات
برین در مسکو در خانواده‌ای یهودی به دنیا آمد. پدر او مایکل برین، ریاضی‌دان و مادر او اقتصاددان بود. آن‌ها در ۱۹۷۹ که برین شش سال داشت به آمریکا مهاجرت کردند. برین از دانشگاه مریلند در علوم رایانه و ریاضیات در ۱۹۹۳ کارشناسی گرفت.
پس از دانش‌آموختگی از دانشگاه مریلند، برای ادامهٔ تحصیل در علوم رایانه در دانشگاه استنفورد، کمک‌هزینهٔ تحصیلی از مؤسسهٔ خیریه «نشنال ساینس» دریافت کرد و در ۱۹۹۵ کارشناسی ارشد گرفت. او هم‌چنین مدرک افتخاری «MBA» از «Instituto de Empresa Business School» دارد.
در ۷ شهریور ۱۳۹۲ برین و همسرش آنه ووجیتسکی اعلام کردند پس از شش سال زندگی و با دو فرزند، جدا می‌شوند ولی به همکاری‌شان در زمینهٔ پیشبرد فناوری ادامه خواهند داد. ووجیتسکی و برین پیش از ازدواج توافقنامه‌ای را دربارهٔ تقسیم اموال امضا کرده و روی مبلغ نامشخصی پول توافق کردند و از این رو جدایی آن‌ها اثر چندانی روی گوگل نگذاشت. دارایی‌های سرگی برین ۶۶ میلیارد دلار تخمین زده می‌شود.